# 만한전석

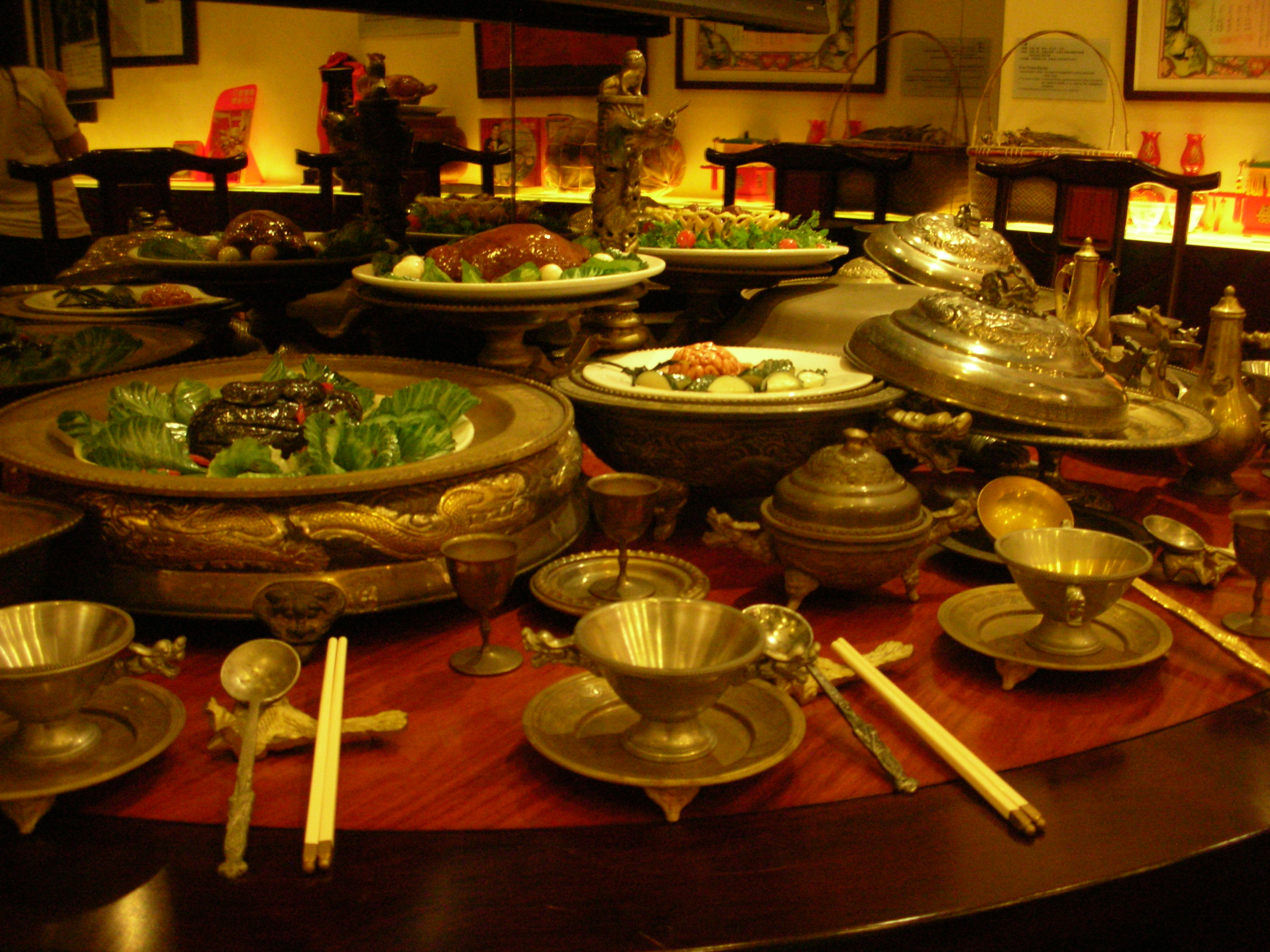
만한전석

만한전석(滿漢全席)은 청나라 건륭제 시대부터 시작된 만주족 요리와 한족 요리 중 산동요리에서 엄선한 메뉴를 갖추어 연회석에 내는 연회 양식이다. 이후 광동요리 등 한족의 다른 지방 요리도 추가되었고, 서태후의 시대가 되면서 더욱 정교하게 발전했다. 성대한 연회의 예로는 중간에 공연물을 보거나 하면서 며칠에 걸쳐 100가지가 넘는 음식을 차례로 먹는 경우도 있었다고 한다. 그러나 청나라가 멸망하면서 이런 사치를 누릴 수 없게 되었으며, 궁중 요리사들이 사방으로 흩어져 요리의 전통이 끊어진 것으로 알려졌다.
만한전석 중에서도 일부 요리에 대해서는 궁중요리사가 전수하면서 일반화된 것도 있지만, 현재 중국 음식점에서 나오는 만한전석이라고 불리는 것은 거의 대부분 궁중과 무관한 요리사가 자료를 바탕으로, 또는 상상력을 발휘해 조리한 것이 많다고 한다.

## 사팔진
만한전석에는 산·육지·바다 등에서 진미를 8개씩 모아 '사팔진(四八珍)'이라 정의한 것이 있다.

### 해팔진
해팔진(海八珍)은 다음과 같은 것을 포함한다. 
- 연와 (燕窩)
- 어우 (魚翅)
- 대오삼 (大烏參) : 흑해삼을 말린 것

- 어두 (魚肚) : 생선 부레
- 어골 (魚骨) : 철갑상어류의 연골

- 포어 (鮑魚)
- 해표 (海豹)
- 구어 (狗魚)

### 금팔진
- 순 (鶉)
- 반구 (斑鳩)
- 천아 (天鵝)
- 자고 (鷓鴣)
- 비룡 (飛龍)
- 홍연 (紅燕)
- 홍두응 (紅頭鷹)

### 초팔진
- 원두균 (猴頭菌)
- 양두균 (羊肚菌)
- 죽생 (竹笙)
- 화여 (花茹)
- 은이 (銀耳)
- 황화채 (黃花菜)
- 여와균 (驢窩菌)
- 운향신 (雲香信)

### 산팔진
- 타봉 (駝峰, 낙타의 혹)
- 웅장 (熊掌, 곰의 손발바닥)
- 원두 (猴頭, 원숭이의 머리)
- 원숭이 골
- 성진 (猩唇, 오랑우탄의 입술)
- 오소리
- 부엉이
- 고슴도치
- 뱀
- 전갈
- 지네
- 표태 (豹胎, 표범의 태아)
- 서미 (犀尾, 코뿔소의 음경)
- 녹근 (鹿筋, 사슴의 아킬레스건)
- 상발 (象拔, 코끼리 코)

## 같이 보기
- 베이징 요리